# Soledad (Califórnia)
Soledad é uma cidade localizada no estado americano da Califórnia, no condado de Monterey. Foi incorporada em 9 de março de 1921.

## Geografia
De acordo com o United States Census Bureau, a cidade tem uma área de 11,8 km², onde 11,4 km² estão cobertos por terra e 0,4 km² por água.

### Localidades na vizinhança
O diagrama seguinte representa as localidades num raio de 40 km ao redor de Soledad.

## Demografia
Segundo o censo nacional de 2010, a sua população é de 25 738 habitantes e sua densidade populacional é de 2 253,40 hab/km². Possui 3 876 residências, que resulta em uma densidade de 339,35 residências/km².